# دانشگاه علوم پزشکی بوشهر
دانشگاه علوم پزشکی بوشهر یکی از دانشگاه‌های استان بوشهر است که به ارائه خدمات آموزشی، درمانی، بهداشتی و پژوهشی در سطح استان می‌پردازد.

## تاریخچه
این دانشگاه در سال ۱۳۶۲ خورشیدی با نام نرجس و با رشته مامایی در مقطع کاردانی تأسیس شد و در سال ۱۳۷۴ با أخذ مجوز رسمی از وزارت علوم پزشکی کشور با عنوان دانشگاه علوم پزشکی بوشهر راه‌اندازی گردید.
این واحد آموزشی در سال ۱۳۶۹ با پذیرش ۲۵ دانشجوی پزشکی در مقطع دکتری و افزوده شدن چهار رشته تحصیلی، به دانشکده علوم پزشکی که مستقیماً زیر نظر وزارت بهداشت، درمان و آموزش پزشکی قرار داشت ارتقا یافت و در سال ۱۳۷۴ با گرفتن مجوز از وزارت بهداشت به دانشگاه علوم پزشکی و خدمات بهداشتی درمانی بوشهر تبدیل گردید. در حال حاضر دانشگاه علوم پزشکی بوشهر دارای پنج دانشکده با ۲۳۶۸ نفر دانشجو و ۲۱۱ نفر هیئت علمی است و در ۳۲ رشته دانشجو می‌پذیرد.

## دانشکده‌ها
- دانشکده پزشکی
- دانشکده دندانپزشکی
- دانشکده پیراپزشکی
- دانشکده پرستاری و مامایی
- دانشکده بهداشت

## رشته‌ها
در این دانشگاه رشته‌های تحصیلی پزشکی عمومی، دندانپزشکی عمومی، پزشکی اجتماعی، هماتولوژی، بیوشیمی، میکروبیولوژی، پرستاری، مامایی، علوم تغذیه، بهداشت محیط، بهداشت عمومی، کتابداری، اتاق عمل، علوم آزمایشگاهی، هوشبری و فوریتهای پزشکی‌ورادیولوژی دایر می‌باشد.

## بیمارستان‌ها
- بیمارستان سلمان فارسی بوشهر
- بیمارستان شهدای خلیج فارس بوشهر
- بیمارستان تخصصی قلب بوشهر
- بیمارستان شهید صادق گنجی برازجان
- بیمارستان ۱۷ شهریور برازجان
- بیمارستان امام خمینی (ره) کنگان
- بیمارستان زینبیه خورموج
- بیمارستان امیرالمؤمنین (ع) گناوه
- بیمارستان سوانح و سوختگی چرومی گناوه
- بیمارستان بقیةالله الاعظم (عج) دیلم
- بیمارستان امام حسین (ع) اهرم
- بیمارستان امام هادی (ع) دیر